# Idomeneu (fill de Deucalió)
Segons la mitologia grega, Idomeneu (en grec antic: Ἰδομενεύς), va ser un rei de Creta, fill de Deucalió i net de Minos. Era germanastre de Molos, fill de Deucalió i d'una concubina, i oncle de Meríones, amb qui va ser company d'armes a la guerra de Troia.
Idomeneu va ser un dels pretendents d'Helena, i, lligat pel jurament, es va veure obligat a anar a la guerra de Troia, on va aportar les vuitanta naus del contingent cretenc. Va ser un dels nou cabdills que van presentar-se a lluitar contra Hèctor, quan es va creure que així es podria resoldre la guerra entre aqueus i troians.
Al camp de batalla es va enfrontar a molts enemics, i es va distingir en la batalla per la defensa de les naus gregues. El seu principal contrincant va ser Deífob, i després es va enfrontar amb Eneas. Quan hi va haver els combats a l'entorn del cos de Patrocle, va voler atacar Hèctor, però aquest va matar amb una llança l'auriga del carro de Meríones. Idomeneu va fugir. Va guanyar un premi en el pugilat en els Jocs Fúnebres que es van celebrar per l'enterrament d'Aquil·les i va ser un dels guerrers que van entrar a Troia amagats en el cavall de fusta.
Quan tornava a Creta es va trobar amb una forta tempesta, i per aplacar la ira de Posidó va jurar que li sacrificaria el primer ésser viu que trobés en arribar a terra. Just en desembarcar va veure el seu propi fill, Idamant, i per mantindre el jurament no va dubtar a immolar-lo allà mateix. Una altra filla cèlebre va ser Antiope, amb qui Telèmac va tenir una relació amorosa.
Al cap de poc es va declarar a Creta una epidèmia de pesta que es va interpretar com un càstig pel crim comès, i els seus súbdits el van expulsar. Llavors, segons diuen, es va instal·lar al sud d'Itàlia, on va fundar la ciutat de Salento.